# Tooncast
A Tooncast egy latin-amerikai, klasszikus rajzfilmeket sugárzó televízióadó, amely 2008. december 1-jén indult. spanyolul, angolul és portugálul fogható a nap 24 órájában. A tulajdonosa a Turner Broadcasting System.
A spanyol nyelvterületeken kevés szolgáltatónál lehet megtalálni, míg Brazíliában majdnem az összes televíziós szolgáltató kínálatában benne van, kivéve a legnagyobb kettőben, annak ellenére, hogy lenne rá igény.

## Története
A Tooncast azért indult, mert a kezdetben klasszikus rajzfilmeket sugárzó Boomerang Latin-Amerika átalakult egy élőszereplős sorozatokat sugárzó ifjúsági adóvá. 2012. novemberétől a Brazíliában érvényes korhatár-besorolást alkalmazza.